# Lombardini
Lombardini s.r.l. – włoski producent silników Diesla z siedzibą w Reggio nell’Emilia we Włoszech.

## Historia
Firma została założona w 1933 roku przez braci Adelmo i Rainero Lombardini pod nazwą Officine Meccaniche Fratelli Lombardini w Gardenia w pobliżu Reggio Emilia. Wcześniej Adelmo produkował silniki we współpracy z firmą Società Anonima Cooperativa Metallurgica.
W listopadzie 1988 roku 3-milonowy silnik opuścił linię montażową.
W 1992 roku rozpoczęła się licencyjna produkcja silników Lombardini w ZTS Martin.
W 1995 roku Lombardini przejmuje ACME.
W 1999 roku Lombardini S.R.L. zostało zakupione przez amerykańskie Mark IV Industries Inc. W tym samym roku nabywa lokalnego konkurenta Ruggerini Motori.
W 2007 roku firma została przejęta przez amerykańską Grupę Kohler.
W październiku 2011 roku zostały zaprezentowane nowe silniki serii KDI (Kohler Direct Injection)).